# Nordica (Sportartikelhersteller)
Nordica ist ein 1939 gegründeter italienischer Hersteller von Wintersportgeräten. Die Marke gehört zur Tecnica Group.

## Geschichte
1939 gründeten die Brüder Adriano und Oddone Vaccari nach jahrelanger Erfahrung als Lederhändler in Montebelluna die Firma Nordica, die Freizeitschuhe herstellte.
Nach dem Krieg begann Nordica neben Langlauf- und Bergschuhen auch mit der Produktion von Skischuhen. Skischuhe wurden traditionell aus Leder hergestellt, bis 1963 ein Schnallensystem für den Verschluss eingesetzt und 1968 die ersten Schuhe komplett aus Kunststoff gefertigt wurden.
1970 wurde gemeinsam mit dem französischen Sportartikelhersteller Rossignol eine Tochtergesellschaft in den Vereinigten Staaten gegründet.
In den 1970er Jahren wurde Nordica zum führenden Hersteller von Skischuhen und gründete weitere Vertriebsgesellschaften in den wichtigsten Wintersportmärkten (Deutschland, Frankreich, Japan, Österreich, Schweiz, USA). Nordica stellte damals mit etwa zwei Millionen Paar Skischuhen pro Jahr etwa 30 Prozent der weltweiten Schuh-Produktion.
1991 übernahm Nordica 50 Prozent am Sportartikelhersteller Rollerblade.
2003 wurde das Unternehmen von der Tecnica Group übernommen und Nordica spezialisierte sich in der Folge auf die Entwicklung, die Produktion und den Vertrieb von Skischuhen und Skiern. Im Jahr 2009 wurde das 70-jährige Bestehen des Unternehmens gefeiert.